# Tylihuł
Tylihuł (ukr. Тилігул) – rzeka na południowej Ukrainie, płynie przez Wyżynę Podolską i Nizinę Czarnomorską.
Długość rzeki wynosi 168 km, a powierzchnia dorzecza 3550 km², uchodzi do Limanu Tylihulskiego. Zasilanie głównie śniegowe, w lecie czasami wysycha. Jest wykorzystywana do nawadniania.